# Alexander William Williamson
Pour les articles homonymes, voir Williamson.
Alexander William Williamson (1er mai 1824 – 6 mai 1904) est un chimiste britannique, récipiendaire de la Médaille royale de la Royal Society. Son procédé de formation des éthers par interaction d'un halogénure d'alkyle et d'un alcool en milieu basique est aujourd'hui connu sous le nom de « synthèse de Williamson ».
Il fut aussi le professeur des cinq de Chōshū lors de leur séjour à Londres (1862-1864).